# Кубица, Роберт
Ро́берт Ю́зеф Куби́ца (пол. Robert Józef Kubica; 7 декабря 1984, Краков, Польша) — польский автогонщик. Победитель чемпионата мира по ралли в классе WRC2 2013 года, победитель трофея 2023 года в классе LMP2 чемпионата мира по гонкам на выносливость (FIA Endurance Trophy for LMP2 Drivers). Победитель гонки 24 часа Ле-мана 2025 года. Лучший спортсмен Польши 2008 года. 
Первый и единственный польский пилот чемпионата мира Формулы-1. Выступал там с 2006 по 2021 год (с перерывами). Победитель Гран-при Канады 2008 года, обладатель в общей сложности 12 подиумов. Первый победитель Гран-при Формулы-1 и гонки 24 часа Ле-Мана родом из Восточной Европы. Самый успешный гонщик Формулы-1 восточно-европейского происхождения.

## Карьера
Впервые сел за руль автомобиля с бензиновым мотором в возрасте 4 лет.

### Картинг
- 1995—1997: Чемпионат Польши
  - Шестикратный чемпион
- 1998: Международный чемпионат Италии, чемпионат Европы
  - Чемпион Италии, вице-чемпион Европы, обладатель Кубка Монако
- 1999: Международный чемпионат Италии, международный чемпионат Германии
  - Обладатель Трофея Маргутти, обладатель Кубка Монако, чемпион Италии, чемпион Германии, победитель ELF MASTERS, 5-е место на чемпионате Европы
- 2000: Чемпионат Европы, чемпионат мира
  - 4-е место на чемпионате Европы, 4-е место на чемпионате мира

### Формула Рено 2000
- 2001: Итальянская Формула Рено 2000, Еврокубок Формула Рено 2000
  - Первый поул в автогонках
- 2002: Итальянская Формула Рено 2000, Еврокубок Формула Рено 2000
  - 2-е место в Итальянской Формуле Рено 2000 (4 победы, включая Имолу и Спа-Франкоршам), победа и поул в Интерлагосе в бразильском чемпионате Формулы Рено

### Формула-3
- 2003: Европейская Серия Формулы-3
  - Выиграл первую же гонку на Норисринге, победитель Формула-3 Сардиния Мастерс
- 2004: Европейская Серия Формулы-3
  - 3 подиума, 2-е место в Макао

### Формула Рено 3,5
- 2005: Мировая Серия Рено
  - 4 победы, 3 поула, чемпион Мировой Серии Рено

### Формула-1

##### 2006

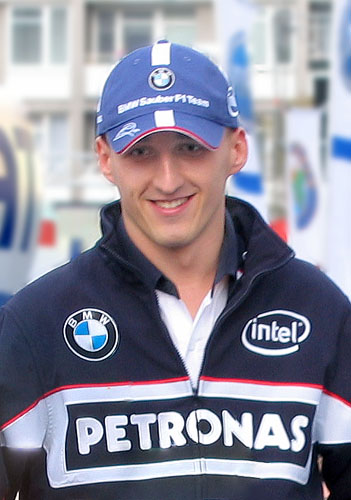
Кубица в 2006 году

20 декабря 2005 года было объявлено о контракте тест- и третьего пилота в команде BMW Sauber F1 Team, а после того как команду посреди сезона покинул Жак Вильнев, Роберт, как третий пилот, занял его место и дебютировал на трассе в Хунгароринге, став напарником Ника Хайдфельда.
Во время своего дебюта на Гран-при Венгрии Роберт Кубица заработал одно очко за финиш на восьмой позиции. Позже он был исключён из результатов гонки, потому что было обнаружено, что его машина имела массу меньше положенного минимума, но Роберт хорошо зарекомендовал себя во время своего дебюта в Гран-при.
Месяц спустя, в своей третьей гонке в Монце он возглавлял гонку на протяжении пяти кругов и завоевал свой первый подиум, финишировав на третьей позиции. Также имел все шансы финишировать на подиуме в Китае до тех пор, пока не решил рискнуть и переобуться в сухие покрышки до того, как трасса достаточно подсохла.
19 октября 2006 года команда BMW Sauber объявила о контракте с Робертом на сезон 2007 года.
Закончил чемпионат на 16-м месте, заработав 6 очков.

##### 2007
В 2007 году чемпионат для Роберта сложился неоднозначно. Достаточно конкурентоспособные болиды F1.07 всё же не избежали технических проблем, связанных в основном с коробкой передач, и большая часть неполадок случалась именно на машине поляка. Жуткая авария на Гран-при Канады привела к запрету докторов на участие Роберта в следующей гонке в США, что позволило дебютировать в Формуле-1 молодому пилоту Себастьяну Феттелю. Сход из-за отказа гидравлики в Китае в тот момент, когда Роберт лидировал в Гран-при, подытожил не слишком гладкий год. Кубица набрал 39 очков против 61 у напарника Ника Хайдфельда и трижды финишировал четвёртым.

##### 2008

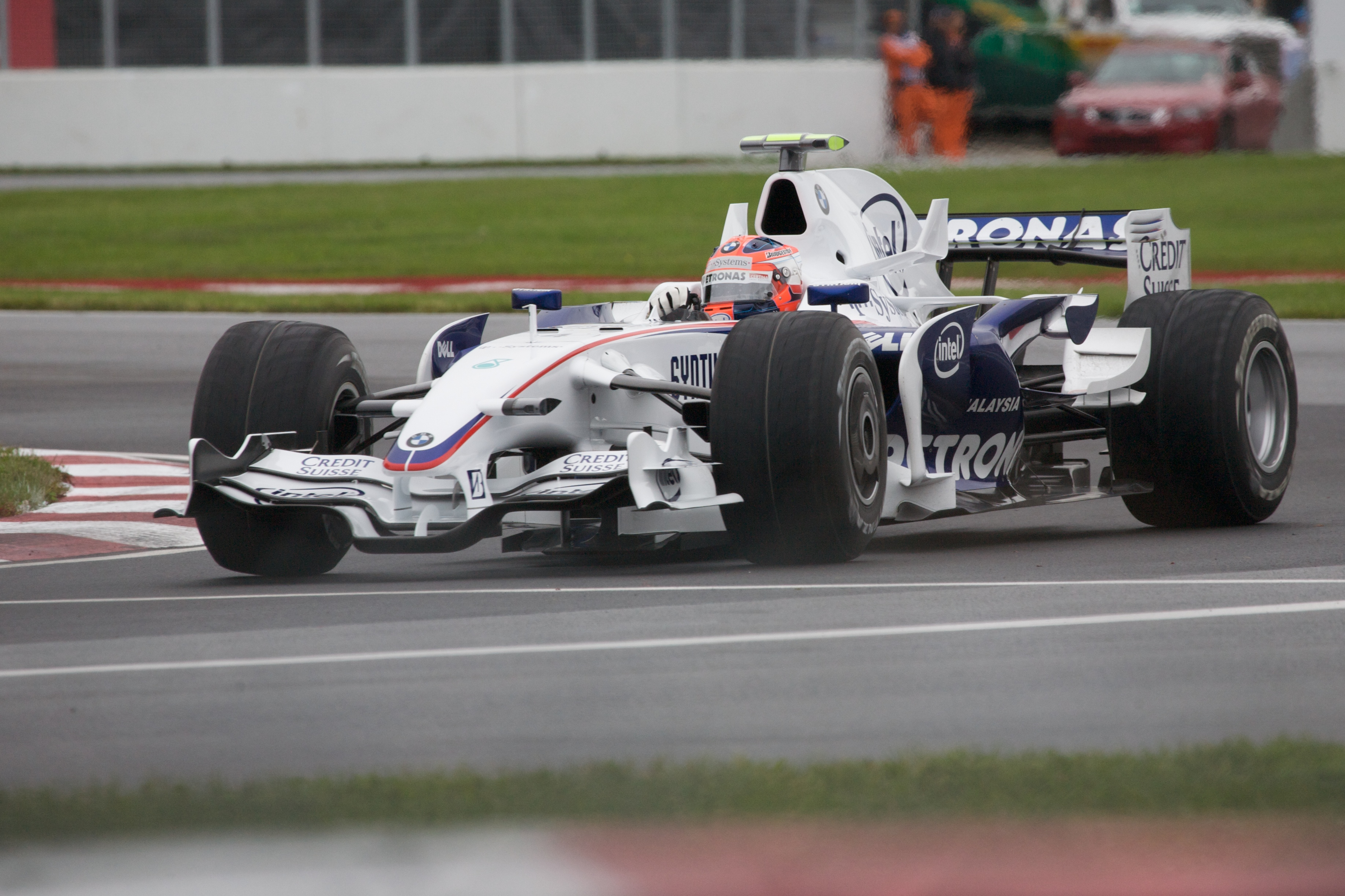
Роберт Кубица на Гран-при Канады 2008, где он одержал первую и единственную победу в Формуле-1

В сезоне 2008 года Роберт продолжил выступать за команду BMW Sauber F1, не менявшую состав пилотов.
Этот чемпионат поляк провёл просто блестяще. На Гран-при Бахрейна он завоевал свою первую поул-позицию. Именно он принёс «БМВ-Заубер» первый Большой приз, выиграв, во многом благодаря аварии Льюиса Хэмилтона и Кими Райкконена на пит-стопе, гонку в Монреале. После этого этапа он захватил лидерство в личном зачёте. Надёжность техники и стабильность выступлений Кубицы позволили ему почти до финиша чемпионата держаться в числе претендентов на титул. Однако ошибочное решение баварской команды переключить внимание на создание модели 2009 в соответствии с новым техническим регламентом остановило прогресс поляка. В результате он занял только четвёртое место, с 75 очками уступив Райкконену по числу побед.
6 октября 2008 года команда BMW Sauber подтвердила состав на сезон 2009 года: Роберт продолжит выступления в команде.

##### 2009
Начало сезона 2009 года складывалось для Кубицы не лучшим образом. На Гран-при Австралии за два круга до финиша Роберт столкнулся с Себастьяном Феттелем в борьбе за 2-е место и выбыл из борьбы. Лучший результат в квалификации поляк завоевал в Австралии, показав 4 время, а лучшим гоночным результатом стал финиш на 2-м месте в Гран-при Бразилии. По итогам сезона он заработал 17 очков и занял 14-е место.
Несмотря на ухудшение результатов в начале сезона 2009 года, Кубица стал одним из главных кандидатов на замену получившего травму бразильского автогонщика Фелипе Массе в «Феррари». Роберт отказался, опасаясь, что он не сможет быстро адаптироваться в новой машине.
Переговоры продолжались в 2010 и 2011 годах, но в конечном итоге Кубица так и не стал гонщиком «Ferrari».
После того, как 29 июля 2009 года на специальной пресс-конференции было заявлено, что команда BMW Sauber F1 покинет чемпионат Формулы-1 по окончании сезона, вскоре (7 октября) было объявлено о контракте Кубицы с командой Renault F1 Team, в которой он заменил Фернандо Алонсо в качестве первого пилота и лидера команды.

### Переход в Renault F1

##### 2010
Переход в команду Renault F1 Team позволил Роберту трижды подняться на подиумы в Гран-при Австралии, Монако и Бельгии, показать первый быстрый круг по итогам гонки в Канаде, регулярно зарабатывать очки и по итогам сезона занять 8-е место с 136 очками.

##### 2011
Перед стартом сезона Кубица успел поучаствовать только в первых официальных тестах в Валенсии, где 3 февраля за рулём Renault R31 показал лучшее время на круге. Через три дня Роберт попал в тяжёлую аварию.

### Авария в феврале 2011 года
6 февраля перед началом сезона Формулы-1 Кубица, участвуя в Ралли Ронди ди Андора (Италия), попал в аварию за рулём Škoda Fabia класса Super 2000. На 5-м километре спецучастка машину Кубицы занесло; она столкнулась с рельсом безопасности и заскользила вдоль него. На очередном стыке рельсов безопасности следующий рельс, отсоединившись, пробил автомобиль и оказался в салоне, причинив тяжёлые травмы пилоту. Роберт Кубица получил множественные переломы правой руки, кисти и ноги. Первоначально были опасения, что руку придётся ампутировать. Итальянский хирург из госпиталя в Пьетра-Лигуре, оперировавший Кубицу, после 7-часовой операции сообщил, что на восстановление функциональности правой руки в лучшем случае уйдёт год. Ночь после операции Роберт провёл в искусственной коме.
Дирекция госпиталя Santa Corona выставила счёт на 100 тысяч евро за лечение Роберта Кубицы после февральской аварии на раллийной трассе. Роберт находился в больнице 76 дней и перенёс четыре сложных операции, все расходы оплатила страховая компания.
В сезоне 2011 года Кубицу заменяли Ник Хайдфельд и Бруно Сенна. По мнению Роджера Бенуа, журналиста издания Blick, «на восстановление гонщика ушло слишком много времени и возвращение Кубицы в Формулу-1 уже невозможно». Сам Кубица также считал, что у него практически нет шансов вернуться в Формулу-1. Однако в течение 2017 года он провёл несколько тестов с командами Renault и Williams, которые рассматривали поляка как кандидата на место боевого пилота на сезон 2018 года. В итоге Renault предпочли годовой контракт с Карлосом Сайнсом.

### Возвращение в Формулу-1

#### 2018
16 января 2018 года было объявлено, что Кубица стал резервным пилотом команды «Williams» в сезоне 2018.

#### 2019
22 ноября 2018 года «Уильямс» объявил о контракте с Робертом Кубицей на сезон 2019 года в статусе боевого пилота. Выступления в гонках оказались для Роберта разочаровывающими — будучи слабейшей командой чемпионата, «Уильямс» не позволял пилоту бороться с кем бы то ни было, кроме собственного партнёра по команде — Джорджа Расселла. В квалификациях молодой напарник оказался быстрее Роберта, причём за весь сезон опередить напарника ни разу не удалось. В большинстве гонок ситуация обстояла так же — чаще всего гонщики «Уильямса» финишировали на последних местах, при этом Расселл впереди Кубицы. Однако заработать одно очко смог именно поляк — в хаотичном Гран-при Германии он финишировал 12-м, а после штрафа гонщиков «Альфа Ромео» поднялся на десятое место. Данный факт не помог продлить контракт — в ноябре 2019 года было сообщено, что место Кубицы в новом сезоне займёт канадец Николас Латифи, а сам поляк заявил, что ведёт переговоры о выступлении в DTM.

#### 2021
В Гран-при Нидерландов и Италии заменил Кими Райкконена, у которого был диагностирован COVID-19.

#### 2022
На сезон 2022 год Кубица остался в «Альфа Ромео» в качестве резервного и тестового гонщика. Он принял участие в трёх практиках - на Гран-при Испании, Франции и Венгрии.

## Результаты выступлений

### Статистика
| Сезон | Серия                           | Команда                                 | Старты     | Победы     | Поулы      | БК         | Подиумы    | Очки       | Место      |
| ----- | ------------------------------- | --------------------------------------- | ---------- | ---------- | ---------- | ---------- | ---------- | ---------- | ---------- |
| 2001  | Формула-Рено 2000 Еврокубок     | RC Motorsport                           | 10         | 0          | 1          | 0          | 1          | 46         | 14         |
| 2001  | Формула-Рено 2000 Италия        | RC Motorsport                           | 5          | 0          | 0          | 1          | 1          | 27         | 13         |
| 2002  | Формула-Рено 2000 Еврокубок     | RC Motorsport                           | 8          | 0          | 1          | 0          | 2          | 80         | 7          |
| 2002  | Формула-Рено 2000 Италия        | RC Motorsport                           | 10         | 4          | 3          | 5          | 6          | 188        | 2          |
| 2002  | Формула-Рено 2000 Бразилия      | RS2                                     | 1          | 1          | 1          | 1          | 1          | —          | НКЛ†       |
| 2003  | Евросерия Формулы-3             | Prema Powerteam                         | 13         | 1          | 0          | 3          | 2          | 31         | 12         |
| 2003  | Британская Формула-3            | Prema Powerteam                         | 2          | 0          | 0          | 0          | 0          | —          | НКЛ†       |
| 2003  | Формула-3 Мастерс               | Prema Powerteam                         | 1          | 0          | 0          | 0          | 0          | —          | 33         |
| 2003  | Гран-при Макао                  | Target Racing                           | 1          | 0          | 0          | 0          | 0          | —          | НКЛ        |
| 2003  | Супер-при Кореи                 | Target Racing                           | 1          | 0          | 0          | 0          | 0          | —          | 6          |
| 2004  | Евросерия Формулы-3             | Mücke Motorsport                        | 20         | 0          | 0          | 0          | 3          | 53         | 7          |
| 2004  | Гран-при Макао                  | Manor Motorsport                        | 1          | 0          | 1          | 1          | 1          | —          | 2          |
| 2005  | Формула-Рено 3.5                | Epsilon Euskadi                         | 17         | 4          | 3          | 1          | 11         | 154        | 1          |
| 2005  | Гран-при Макао                  | Carlin Motorsport                       | 1          | 0          | 0          | 0          | 1          | —          | 2          |
| 2006  | Формула-1                       | BMW Sauber F1 Team                      | 6          | 0          | 0          | 0          | 1          | 6          | 16         |
| 2007  | Формула-1                       | BMW Sauber F1 Team                      | 16         | 0          | 0          | 0          | 0          | 39         | 6          |
| 2008  | Формула-1                       | BMW Sauber F1 Team                      | 18         | 1          | 1          | 0          | 7          | 75         | 4          |
| 2009  | Формула-1                       | BMW Sauber F1 Team                      | 17         | 0          | 0          | 0          | 1          | 17         | 14         |
| 2010  | Формула-1                       | Renault F1 Team                         | 19         | 0          | 0          | 1          | 3          | 136        | 8          |
| 2013  | EuRC                            | PH Sport                                | 4          | 0          | —          | —          | 0          | 17         | 29         |
| 2013  | WRC-2                           | Robert Kubica                           | 7          | 5          | —          | —          | 6          | 143        | 1          |
| 2013  | WRC                             | Robert Kubica                           | 8          | 0          | —          | —          | 0          | 18         | 13         |
| 2014  | EuRC                            | RK M-Sport WRT                          | 1          | 1          | —          | —          | 1          | 39         | 13         |
| 2014  | WRC                             | RK M-Sport World Rally Team             | 13         | 0          | —          | —          | 0          | 14         | 16         |
| 2015  | WRC                             | Robert Kubica                           | 11         | 0          | —          | —          | 0          | 11         | 12         |
| 2016  | WRC                             | BRC Racing Team                         | 1          | 0          | —          | —          | 0          | 0          | НКЛ        |
| 2017  | Формула-1                       | Renault Sport Formula One Team          | Тест-пилот | Тест-пилот | Тест-пилот | Тест-пилот | Тест-пилот | Тест-пилот | Тест-пилот |
| 2017  | Формула-1                       | Williams Martini Racing                 | Тест-пилот | Тест-пилот | Тест-пилот | Тест-пилот | Тест-пилот | Тест-пилот | Тест-пилот |
| 2018  | Формула-1                       | Williams Martini Racing                 | Тест-пилот | Тест-пилот | Тест-пилот | Тест-пилот | Тест-пилот | Тест-пилот | Тест-пилот |
| 2019  | Формула-1                       | ROKiT Williams Racing                   | 21         | 0          | 0          | 0          | 0          | 1          | 19         |
| 2020  | DTM                             | BMW ORLEN Team ART Grand Prix           | 18         | 0          | 0          | 0          | 1          | 20         | 15         |
| 2020  | Формула-1                       | Alfa Romeo Racing ORLEN                 | Тест-пилот | Тест-пилот | Тест-пилот | Тест-пилот | Тест-пилот | Тест-пилот | Тест-пилот |
| 2021  | Европейская серия Ле-Ман — LMP2 | W Racing Team ORLEN                     | 6          | 3          | 0          | 0          | 4          | 118        | 1          |
| 2021  | Чемпионат IMSA — LMP2           | High Class Racing                       | 1          | 0          | 0          | 0          | 0          | 0          | НКЛ‡       |
| 2021  | FIA WEC — LMP2                  | High Class Racing                       | 2          | 0          | 0          | 0          | 0          | 10         | 21         |
| 2021  | Формула-1                       | Alfa Romeo Racing ORLEN                 | 2          | 0          | 0          | 0          | 0          | 0          | 20         |
| 2022  | FIA WEC — LMP2                  | Prema Powerteam Prema Racing ORLEN Team | 6          | 0          | 0          | 1          | 1          | 94         | 5          |
| 2022  | 24 часа Ле-Мана — LMP2          | Prema Powerteam Prema Racing ORLEN Team | 1          | 0          | 0          | 0          | 1          | —          | 2          |
| 2022  | Формула-1                       | Alfa Romeo F1 Team ORLEN                | Тест-пилот | Тест-пилот | Тест-пилот | Тест-пилот | Тест-пилот | Тест-пилот | Тест-пилот |
| 2023  | FIA WEC — LMP2                  | Team WRT                                | 7          | 3          | 1          | 0          | 6          | 173        | 1          |
| 2023  | 24 часа Ле-Мана — LMP2          | Team WRT                                | 1          | 0          | 0          | 0          | 1          | —          | 2          |
| 2024  | FIA WEC — Hypercar              | AF Corse                                |            |            |            |            |            |            |            |
| 2024  | Европейская серия Ле-Ман — LMP2 | Orlen Team AO by TF                     |            |            |            |            |            |            |            |

† Поскольку Кубица был гостевым пилотом, он не мог получать очки.

### Результаты выступлений в Формуле-1
| Легенда к таблице |                                                                    |
| --- | ------------------------------------------------------------------ |
| В таблице перечислены результаты всех Гран-при Формулы-1, в которых принимал участие гонщик. Строками таблицы являются сезоны, столбцами — этапы чемпионата мира. В каждой клетке указаны сокращённое название этапа и результат, дополнительно обозначенный цветом. Расшифровка обозначений и цветов представлена в нижеследующей таблице. |                                                                    |
| \| Пример \| Описание \| \| ------------ \| ------------------------------------------------------------------ \| \| 1 \| Победитель \| \| 2 \| Второе место \| \| 3 \| Третье место \| \| 5 \| Финишировал, заработав очки \| \| Сход \| Не финишировал, но при этом заработал очки \| \| 12 \| Финишировал, не получив очков \| \| НКЛ \| Финишировал, но не попал в финальную классификацию \| \| 15 \| Участвовал вне зачёта, либо по отдельной классификации \| \| 18 \| Не финишировал, но попал в финальную классификацию \| \| Сход \| Не финишировал \| \| НКВ \| Не прошёл квалификацию \| \| НПКВ \| Не прошёл предквалификацию \| \| ДСК \| Дисквалифицирован \| \| ИСК \| Исключён из протокола соревнований \| \| ТТ \| Заявлен для участия только в тренировках \| \| НС \| Участвовал в квалификации, но не стартовал в гонке \| \| Т \| Травмирован или болен \| \| ОТК \| Отказ от участия \| \| НТР \| Прибыл на соревнования, но на трассу не выезжал \| \| НПР \| Был заявлен в числе участников, но не прибыл к началу соревнований \| \| О \| Соревнования отменены \| \| \| Не участвовал \| \| Поул-позиция \| \| \| Быстрый круг \| \| |                                                                    |
| Пример | Описание                                                           |
| 1 | Победитель                                                         |
| 2 | Второе место                                                       |
| 3 | Третье место                                                       |
| 5 | Финишировал, заработав очки                                        |
| Сход | Не финишировал, но при этом заработал очки                         |
| 12 | Финишировал, не получив очков                                      |
| НКЛ | Финишировал, но не попал в финальную классификацию                 |
| 15 | Участвовал вне зачёта, либо по отдельной классификации             |
| 18 | Не финишировал, но попал в финальную классификацию                 |
| Сход | Не финишировал                                                     |
| НКВ | Не прошёл квалификацию                                             |
| НПКВ | Не прошёл предквалификацию                                         |
| ДСК | Дисквалифицирован                                                  |
| ИСК | Исключён из протокола соревнований                                 |
| ТТ | Заявлен для участия только в тренировках                           |
| НС | Участвовал в квалификации, но не стартовал в гонке                 |
| Т | Травмирован или болен                                              |
| ОТК | Отказ от участия                                                   |
| НТР | Прибыл на соревнования, но на трассу не выезжал                    |
| НПР | Был заявлен в числе участников, но не прибыл к началу соревнований |
| О | Соревнования отменены                                              |
| | Не участвовал                                                      |
| Поул-позиция |                                                                    |
| Быстрый круг |                                                                    |

| Сезон | Команда                  | Шасси                 | Двигатель                      | Ш | 1        | 2        | 3        | 4        | 5        | 6        | 7        | 8        | 9        | 10       | 11       | 12       | 13       | 14     | 15     | 16       | 17       | 18     | 19       | 20     | 21       | 22  | Место | Очки |
| ----- | ------------------------ | --------------------- | ------------------------------ | - | -------- | -------- | -------- | -------- | -------- | -------- | -------- | -------- | -------- | -------- | -------- | -------- | -------- | ------ | ------ | -------- | -------- | ------ | -------- | ------ | -------- | --- | ----- | ---- |
| 2006  | BMW Sauber F1 Team       | BMW Sauber F1.06      | BMW P86 2.4 V8                 | M | БАХ тест | МАЛ тест | АВС тест | САН тест | ЕВР тест | ИСП тест | МОН тест | ВЕЛ тест | КАН тест | США тест | ФРА тест | ГЕР тест | ВЕН ДСК  | ТУР 12 | ИТА 3  | КИТ 13   | ЯПО 9    | БРА 9  |          |        |          |     | 16    | 6    |
| 2007  | BMW Sauber F1 Team       | BMW Sauber F1.07      | BMW P86/7 2.4 V8               | B | АВС Сход | МАЛ 18   | БАХ 6    | ИСП 4    | МОН 5    | КАН Сход | США Т    | ФРА 4    | ВЕЛ 4    | ЕВР 7    | ВЕН 5    | ТУР 8    | ИТА 5    | БЕЛ 9  | ЯПО 7  | КИТ Сход | БРА 5    |        |          |        |          |     | 6     | 39   |
| 2008  | BMW Sauber F1 Team       | BMW Sauber F1.08      | BMW P86/8 2.4 V8               | B | АВС Сход | МАЛ 2    | БАХ 3    | ИСП 4    | ТУР 4    | МОН 2    | КАН 1    | ФРА 5    | ВЕЛ Сход | ГЕР 7    | ВЕН 8    | ЕВР 3    | БЕЛ 6    | ИТА 3  | СИН 11 | ЯПО 2    | КИТ 6    | БРА 11 |          |        |          |     | 4     | 75   |
| 2009  | BMW Sauber F1 Team       | BMW Sauber F1.09      | BMW P86/9 2.4 V8               | B | АВС 14   | МАЛ Сход | КИТ 13   | БАХ 18   | ИСП 11   | МОН Сход | ТУР 7    | ВЕЛ 13   | ГЕР 14   | ВЕН 13   | ЕВР 8    | БЕЛ 4    | ИТА Сход | СИН 8  | ЯПО 9  | БРА 2    | АБУ 10   |        |          |        |          |     | 14    | 17   |
| 2010  | Renault F1 Team          | Renault R30           | Renault RS27-2010 2.4 V8       | B | БАХ 11   | АВС 2    | МАЛ 4    | КИТ 5    | ИСП 8    | МОН 3    | ТУР 6    | КАН 7    | ЕВР 5    | ВЕЛ Сход | ГЕР 7    | ВЕН Сход | БЕЛ 3    | ИТА 8  | СИН 7  | ЯПО Сход | КОР 5    | БРА 9  | АБУ 5    |        |          |     | 8     | 136  |
| 2018  | Williams Martini Racing  | Williams FW41         | Mercedes M09 EQ Power+ 1,6 V6T | P | АВС      | БАХ      | КИТ      | АЗЕ      | ИСП тест | МОН      | КАН      | ФРА      | АВТ тест | ВЕЛ      | ГЕР      | ВЕН      | БЕЛ      | ИТА    | СИН    | РОС      | ЯПО      | США    | МЕК      | БРА    | АБУ тест |     | —     | —    |
| 2019  | ROKiT Williams Racing    | Williams FW42         | Mercedes M10 EQ Power+ 1,6 V6T | P | АВС 17   | БАХ 16   | КИТ 17   | АЗЕ 16   | ИСП 18   | МОН 18   | КАН 18   | ФРА 18   | АВТ 20   | ВЕЛ 15   | ГЕР 10   | ВЕН 19   | БЕЛ 17   | ИТА 17 | СИН 16 | РОС Сход | ЯПО 17   | МЕК 18 | США Сход | БРА 16 | АБУ 19   |     | 19    | 1    |
| 2020  | Alfa Romeo Racing        | Alfa Romeo Racing C39 | Ferrari 065 1,6 V6T            | P | АВТ      | ШТИ      | ВЕН тест | ВЕЛ      | 70Л тест | ИСП      | БЕЛ      | ИТА      | ТОС      | РОС      | АЙФ      | ПОР      | ЭМИ      | ТУР    | БАХ    | САХ      | АБУ тест |        |          |        |          |     | —     | —    |
| 2021  | Alfa Romeo Racing        | Alfa Romeo Racing C41 | Ferrari 065/6 1,6 V6T          | P | БАХ      | ЭМИ      | ПОР      | ИСП      | МОН      | АЗЕ      | ФРА      | ШТИ      | АВТ      | ВЕЛ      | ВЕН      | БЕЛ      | НИД 15   | ИТА 14 | РОС    | ТУР      | США      | МЕХ    | САП      | КАТ    | САУ      | АБУ | 20    | 0    |
| 2022  | Alfa Romeo F1 Team Orlen | Alfa Romeo C42        | Ferrari 066/7 1,6 V6 t         | P | БАХ      | САУ      | АВС      | ЭМИ      | МАЙ      | ИСП тест | МОН      | АЗЕ      | КАН      | ВЕЛ      | АВТ      | ФРА тест | ВЕН тест | БЕЛ    | НИД    | ИТА      | СИН      | ЯПО    | США      | МЕХ    | САП      | АБУ | —     | —    |

### Результаты выступлений в WRC
| Сезон | Команда                     | Машина             | 1        | 2       | 3        | 4        | 5     | 6      | 7      | 8        | 9        | 10    | 11       | 12     | 13       | 14  | Место | Очки |
| ----- | --------------------------- | ------------------ | -------- | ------- | -------- | -------- | ----- | ------ | ------ | -------- | -------- | ----- | -------- | ------ | -------- | --- | ----- | ---- |
| 2013  | Robert Kubica               | Citroën DS3 RRC    | МОН      | ШВЕ     | МЕК      | ПОР 19   | АРГ   | ГРЕ 11 | ИТА 9  | ФИН 9    | ГЕР 5    | АВС   | ФРА 9    | ИСП 9  |          |     | 13    | 18   |
| 2013  | Abu Dhabi Citroën Total WRT | Citroën DS3 WRC    |          |         |          |          |       |        |        |          |          |       |          |        | ВЕЛ Сход |     | 13    | 18   |
| 2014  | RK M-Sport World Rally Team | Ford Fiesta RS WRC | МОН Сход | ШВЕ 24  | МЕК Сход | ПОР Сход | АРГ 6 | ИТА 8  | ПОЛ 20 | ФИН 34   | ГЕР Сход | АВС 9 | ФРА Сход | ИСП 17 | ВЕЛ 11   |     | 16    | 14   |
| 2015  | Robert Kubica               | Ford Fiesta RS WRC | МОН Сход | ШВЕ 20  | МЕК 18   | АРГ      | ПОР 9 | ИТА 30 | ПОЛ 8  | ФИН Сход | ГЕР 35   | АВС   | ФРА 22   | ИСП 11 | ВЕЛ 8    |     | 12    | 11   |
| 2016  | BRC Racing Team             | Ford Fiesta RS WRC | МОН Сход | ШВЕ ОТК | МЕК      | АРГ      | ПОР   | ПОЛ    | ИТА    | ФИН      | ГЕР      | КИТ О | ФРА      | ИСП    | ВЕЛ      | АВС | НКЛ   | 0    |

### Результаты выступлений в WEC
| Сезон | Команда           | Класс    | Машина       | 1     | 2     | 3     | 4       | 5     | 6     | 7     | 8   | Место | Очки |
| ----- | ----------------- | -------- | ------------ | ----- | ----- | ----- | ------- | ----- | ----- | ----- | --- | ----- | ---- |
| 2021  | Team WRT          | LMP2     | Oreca 07     | СПА   | ПОР   | МНЦ   | ЛМН НКЛ |       |       |       |     | 21    | 10   |
| 2021  | High Class Racing | LMP2     | Oreca 07     |       |       |       |         | БАХ 8 | БАХ 8 |       |     | 21    | 10   |
| 2022  | Prema Orlen Team  | LMP2     | Oreca 07     | СЕБ 4 | СПА 7 | ЛМН 2 | МНЦ 6   | ФУД 6 | БАХ 4 |       |     | 5     | 94   |
| 2023  | Team WRT          | LMP2     | Oreca 07     | СЕБ 4 | ПОР 3 | СПА 1 | ЛМН 2   | МНЦ 3 | ФУД 1 | БАХ 1 |     | 1     | 173  |
| 2024  | AF Corse          | Hypercar | Ferrari 499P | КАТ   | ИМО   | СПА   | ЛМН     | САП   | США   | ФУД   | БАХ |       |      |

### Результаты выступлений в 24 часах Ле-Мана
| Год  | Команда          | Напарники                    | Машина          | Класс | Круги | ОП  | КП  |
| ---- | ---------------- | ---------------------------- | --------------- | ----- | ----- | --- | --- |
| 2021 | Team WRT         | Луи Делетраз Е Ифэй          | Oreca 07-Gibson | LMP2  | 362   | НКЛ | НКЛ |
| 2022 | Prema Orlen Team | Лоренцо Коломбо Луи Делетраз | Oreca 07-Gibson | LMP2  | 369   | 6   | 2   |
| 2023 | Team WRT         | Руи Андраде Луи Делетраз     | Oreca 07-Gibson | LMP2  | 328   | 11  | 2   |

- ОП — Позиция в абсолютном зачёте.
- КП — Позиция в своём классе.